# Bettina Heltberg
Bettina Heltberg (født 28. september 1942 på Frederiksberg, død 3. februar 2025) var en dansk cand.scient.pol., journalist, forfatter og kritiker på Politiken. Hun var fra 1966 til 1993 gift med Svend Auken.
Bettina Heltbergs forældre var forfatteren Grethe Heltberg og Niels Johannes Heltberg. Han underviste på Metropolitanskolen, hvorfra Bettina blev student i 1960. I 1963 fik hun eksamen fra Privatteatrenes Elevskole. Hun var med i spillefilmen Det støver stadig fra 1962. Hun flyttede til Aarhus i 1964 og begyndte på statskundskab på Aarhus Universitet, hvor hun hurtigt engagerede sig i studenterpolitik. I 1965 valgtes hun i en alder af 22 som Studenterforeningens ledende senior og vandt over det afgående seniorats kandidat, den radikale Bernhard Baunsgaard.
Bettina Heltberg mødte Svend Auken på Aarhus Universitet og blev gift med ham i 1966. I løbet af de første seks år fik parret tre børn. Hun var fra 1968 medarbejder ved Politiken, hvor hun bl.a. skrev tv-anmeldelser. I 1972 blev hun cand.scient.pol. Efter eksamen blev hun sekretær i Kulturministeriet, og parret flyttede til Gentofte. De flyttede tilbage til Aarhus i 1974. Hun var fra 1975 til 1977 redaktør af det socialdemokratiske blad Ny Politik. I 1979 blev hun litteraturredaktør ved Politiken, men måtte standse pga. sygdom. Da hun genoptog arbejdet, blev det som kulturjournalist, ligesom hun var medlem af lederkollegiet.
Ægteskabet med Auken gik i stykker i 1993 umiddelbart efter det dramatiske formandsopgør i Socialdemokratiet, der endte med, at Poul Nyrup Rasmussen blev formand.
I december 2015 meldte hun sig ud af Socialdemokratiet i protest mod kursen på integrationsområdet.

## Anerkendelser
- 1996: Weekendavisens Litteraturpris for Hvor der handles